# Bahnhof Ueckermünde
Der Bahnhof Ueckermünde war ursprünglich der Endpunkt der Bahnstrecke Jatznick–Ueckermünde in der gleichnamigen Hafenstadt südöstlich des Stadtzentrums. Seit 2009 fahren die Züge weiter über ein ehemaliges Hafenanschlussgleis. Dort entstanden die beiden neuen Haltepunkte Ueckermünde am Busbahnhof und Ueckermünde Stadthafen in der Nähe zur Altstadt und direkt am Stadthafen gelegen. Der alte Bahnhof Ueckermünde wurde aufgegeben. Sein Empfangsgebäude und einige Nebengebäude stehen auf der Liste der Baudenkmale in Ueckermünde.

## Geschichte
Der Bahnhof am Streckenkilometer 162,3 (die Kilometrierung beginnt in Berlin) wurde am 15. September 1884 zusammen mit der Gesamtstrecke eröffnet. Vom Bahnhof aus entstand in nordwestliche Richtung eine Anschlussstrecke zum Hafen Ueckermünde.
1952 arbeitete im Ueckermünder Bahnhof die erste weibliche Dienstvorsteherin der Deutschen Reichsbahn.

### Ersatz durch neuen Haltepunkt

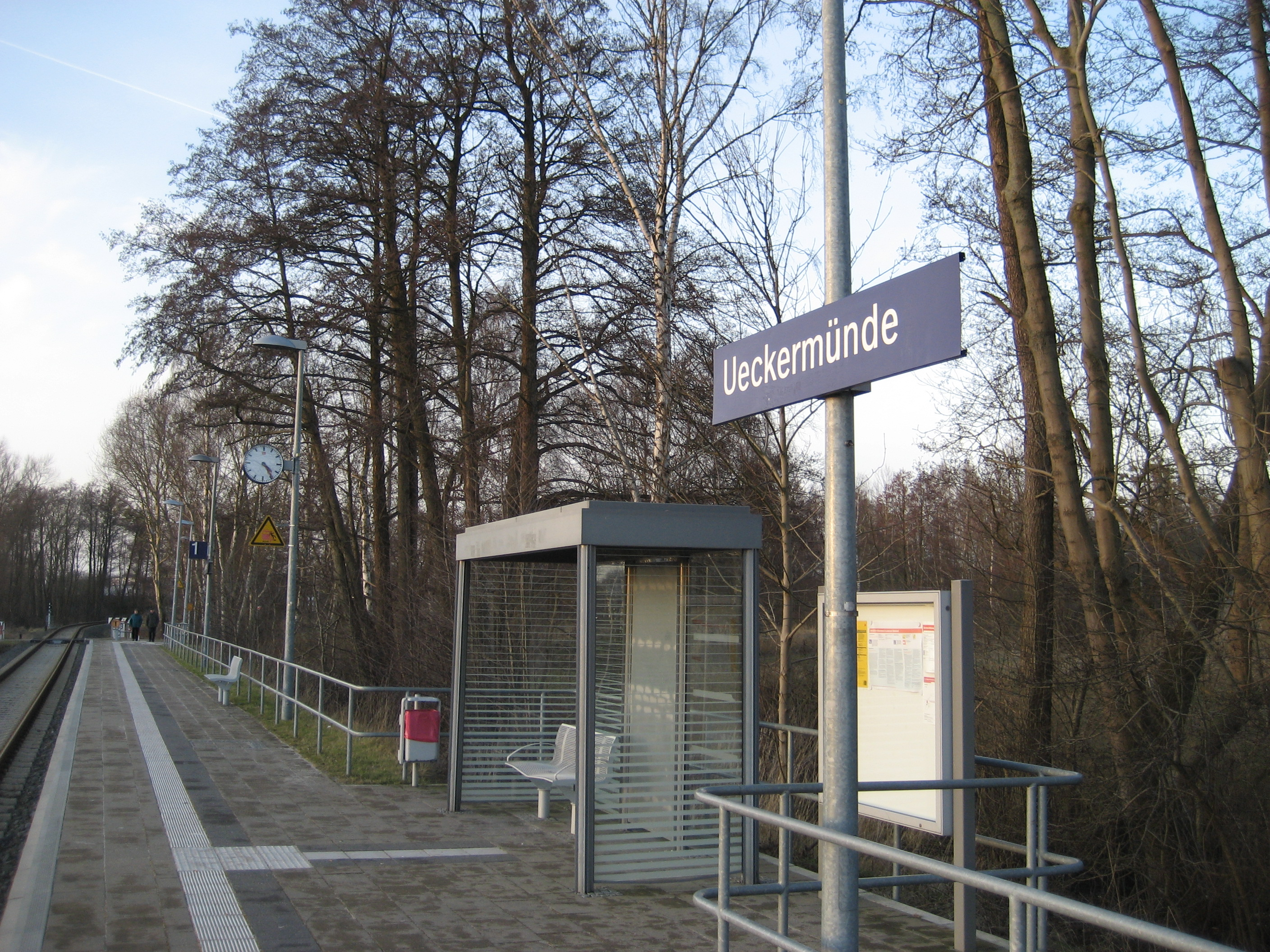
Neuer Haltepunkt Ueckermünde

2009 wurde der Personenverkehr auf der Anschlussstrecke zum Hafen mit dem neuen Endhaltepunkt Ueckermünde Stadthafen aufgenommen. Der alte Bahnhof wurde geschlossen, ein neuer Haltepunkt Ueckermünde entstand etwa 700 Meter nordwestlich davon am Streckenkilometer 163,0. Der Bahnsteig ohne Gebäude liegt auf der Nordostseite des Gleises zwischen den Bahnübergängen Ueckerstraße und Strandweg, zu denen es jeweils einen Zugang gibt. Er liegt näher zur Innenstadt als der alte Bahnhof. Östlich des neuen Haltepunktes entstand ein Busbahnhof, an dem die Regionalbuslinien, unter anderem in Richtung Ferdinandshof, verkehren. Die Bushaltestellen und Bahnhaltepunkt sind barrierefrei ausgebaut und mit Blindenleitstreifen versehen. 300 Meter nordwestlich entstand mit Ueckermünde Stadthafen ein weiterer Haltepunkt, ebenfalls nur aus einem Bahnsteig ohne weitere feste Bauten bestehend.
Die Züge halten an beiden neuen Haltepunkten. Bis Mitte Dezember 2013 verkehrten Triebwagen der Ostseeland Verkehr, seitdem solche von DB Regio.

### Gebäude

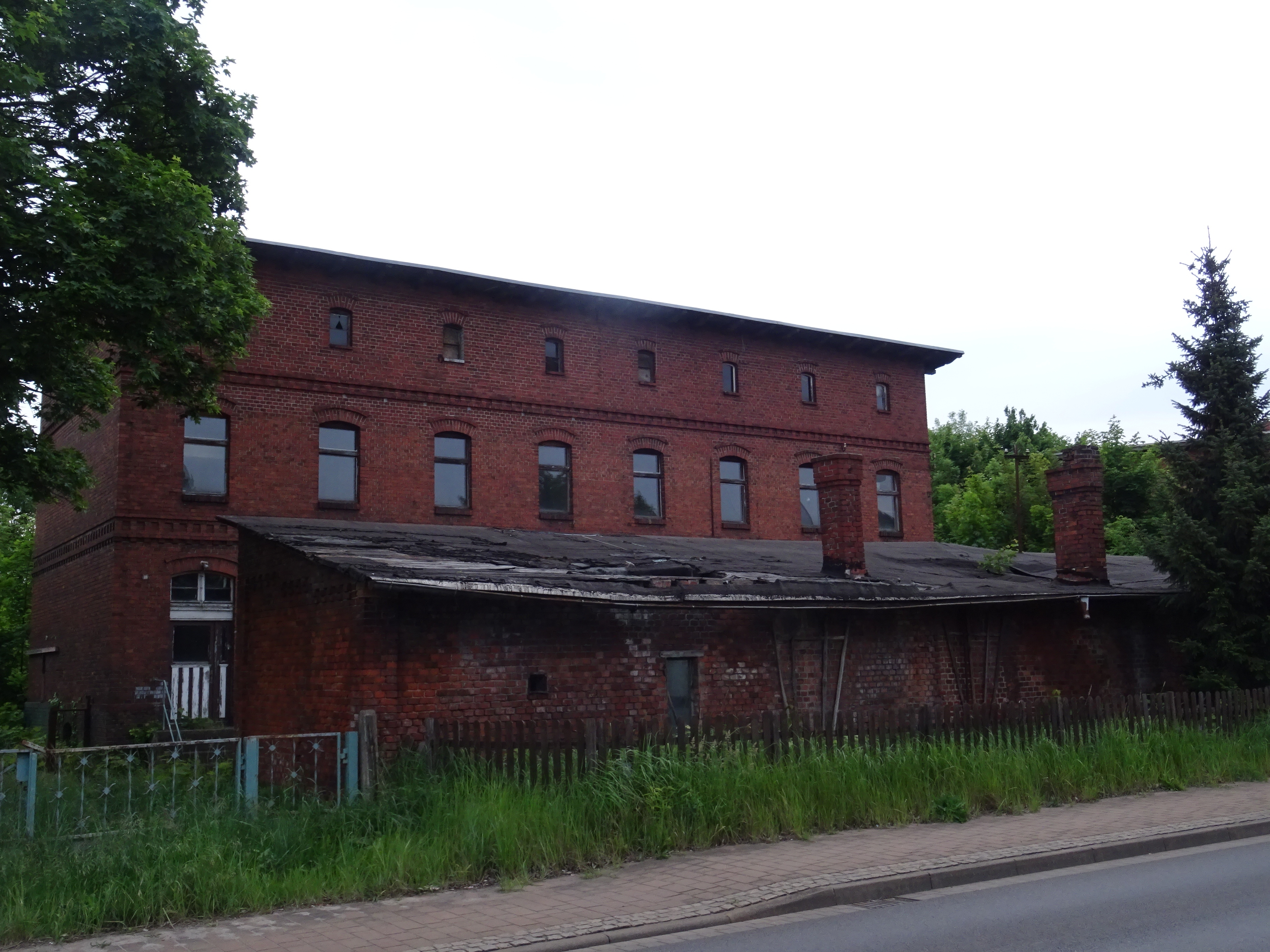
Denkmalgeschütztes Eisenbahnerwohnhaus am alten Bahnhof

Das ein- und zweigeschossige Empfangsgebäude von 1884 besteht aus mehreren Teilen mit ziegelgedeckten Sattel- und Walmdächern und teilweise ausgebautem Dachgeschoss. Es hat an der Längsseite einen Giebel und ein Dachhaus.

Empfangsgebäude, Lokschuppen, Wasserturm und zwei Bahnarbeiterhäuser (Eggesiner Straße 8 und 10) stehen unter Denkmalschutz.
Das Bahnhofsgebäude und einige Nebengebäude gehören seit 2016 einem örtlichen Anbieter von Ferienwohnungen.

## Bedienung
Die Strecke und die beiden Ueckermünder Haltepunkte werden von der Regionalexpresslinie RE 4 bedient. Die Züge pendeln alle zwei Stunden zwischen Pasewalk und Ueckermünde, hinzu kommen einige Verstärkerzüge im Berufsverkehr. Die Durchbindung der Züge über Pasewalk hinaus in Richtung Neubrandenburg und Bützow wurde im Jahr 2014 aufgegeben, seitdem muss in Pasewalk umgestiegen werden. Nur einige Berufsverkehrszüge fahren von Ueckermünde direkt nach Neubrandenburg und Bützow weiter.